# Théorème de la goutte
Le théorème de la goutte est un théorème d'analyse fonctionnelle, démontré par Josef Daneš en 1972,,, puis généralisé en 1985.
Dans un espace vectoriel réel, on définit la « goutte » D(x, C), associée à un point x et un convexe C, comme l'enveloppe convexe de {x}∪C. Le théorème généralisé s'énonce alors ainsi, :

Dans un espace de Banach, soient B un convexe fermé borné non vide et F un fermé à distance non nulle de B.

Pour tout point f du fermé F, il existe un point x de D(f, B) tel que F∩D(x, B) = {x}.

## Théorèmes équivalents
Le théorème de la goutte est équivalent, entre autres, au principe variationnel d'Ekeland et au « théorème du pétale », qui s'énonce comme suit, en définissant un « pétale » Pγ(x, y) comme l'ensemble des points z tels que γd(z, x) + d(z, y) ≤ d(x, y) :

Pour toute partie complète A d'un espace métrique X, tout point a de A, tout point b de X\A et tout réel γ > 0, il existe un point x du pétale Pγ(a, b) tel que Pγ(x, b)∩A = {x}.
Plus précisément :
- le théorème de la goutte non généralisé implique le principe d'Ekeland[5] ;
- le principe d'Ekeland implique le théorème du pétale[10] ;
- le théorème du pétale implique le théorème de la goutte, simple[4] ou généralisé[11],[12].

On peut s'étonner qu'un théorème purement métrique, comme celui du pétale ou d'Ekeland, se déduise d'un théorème sur les espaces vectoriels normés. Cela résulte du plongement de Kuratowski.